# Michel Dabat
Pour les articles homonymes, voir Dabat.
Michel Dabat, né le 9 octobre 1921 à Paris et mort fusillé le 22 octobre 1941 à Nantes, au champ de tir du Bêle, est un résistant français.

## Biographie
Michel André Gilles Dabat est le fils d’Alexis Dabat, médecin militaire aux colonies puis médecin-major de Loire-Inférieure, et de Josèphe Fradin de Linière.
Il fait ses études au lycée Saint-Stanislas et à l'école des Beaux-Arts de Nantes. Il devient dessinateur aux Ponts-et-Chaussées.
Au début de l'Occupation, il devient membre du groupe de Marcel Hévin, résistant gaulliste. Dans la nuit du 10 au 11 novembre 1940, Michel Dabat installe, en compagnie de Christian de Mondragon, un drapeau français sur le paratonnerre au sommet d'une des tours de la cathédrale Saint-Pierre-et-Saint-Paul de Nantes en réaction à l'interdiction des Allemands de commémorer l'armistice du 11 novembre 1918,. Cet acte lui vaut d'être arrêté à la suite d'une dénonciation et condamné à quatre mois d'emprisonnement par le conseil de guerre du 8 août 1941.
Désigné comme otage dans le cadre des représailles après la mort de Karl Hotz le 20 octobre 1941, il est fusillé, tout comme quinze autres personnes, le 22 octobre 1941, à l'âge de vingt ans, au champ de tir du Bêle. Marcel Hévin est fusillé au Mont Valérien le même jour. Michel Dabat est inhumé à Saint-Julien-de-Concelles. Sa sépulture ne comporte ni plaque ni lettre, en raison de l'interdiction de toute inscription par les Nazis.
Michel Dabat a été déclaré « mort pour la France ».

## Galerie

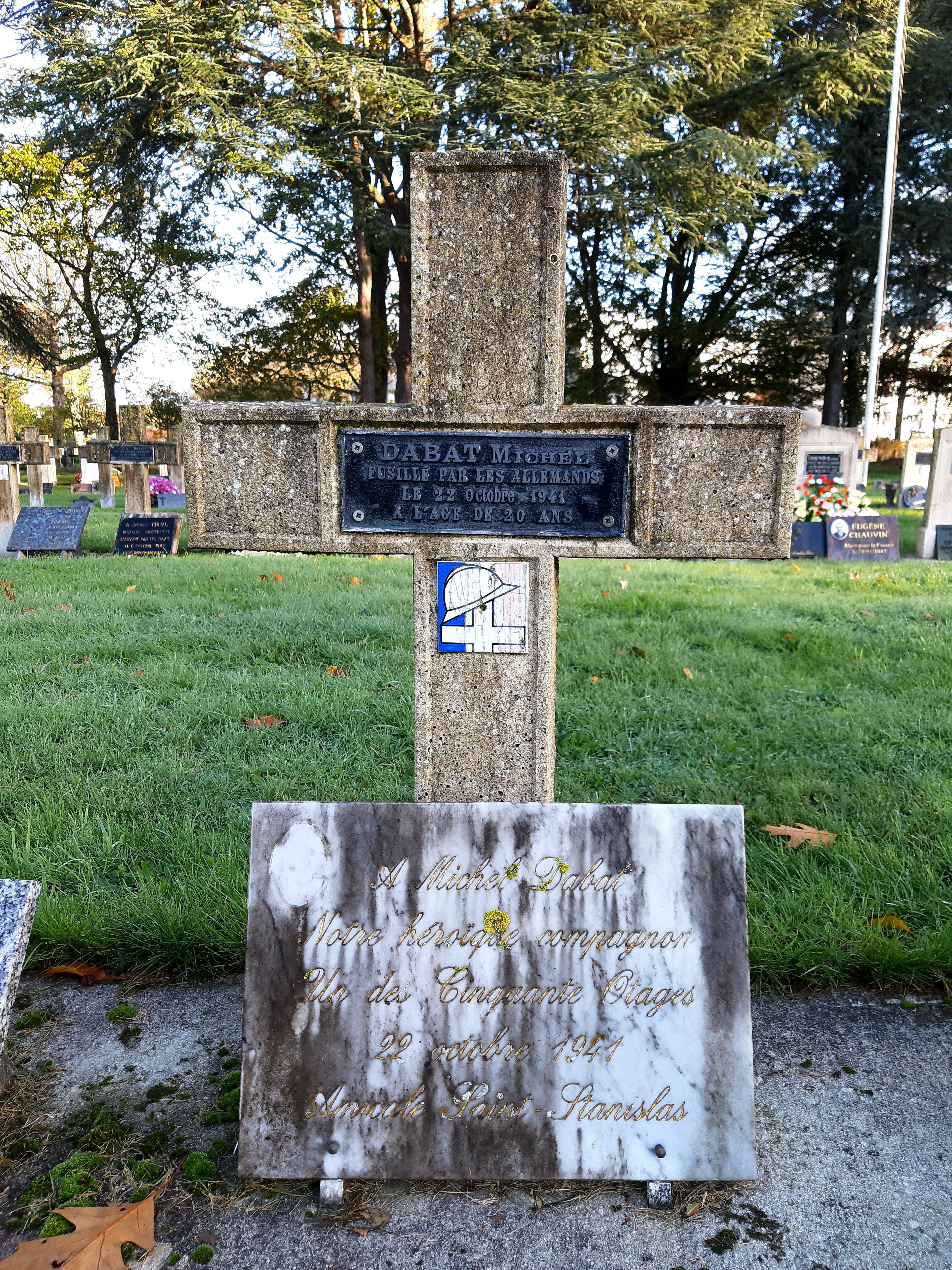
Tombe de Michel Dabat au cimetière La Chauvinière à Nantes
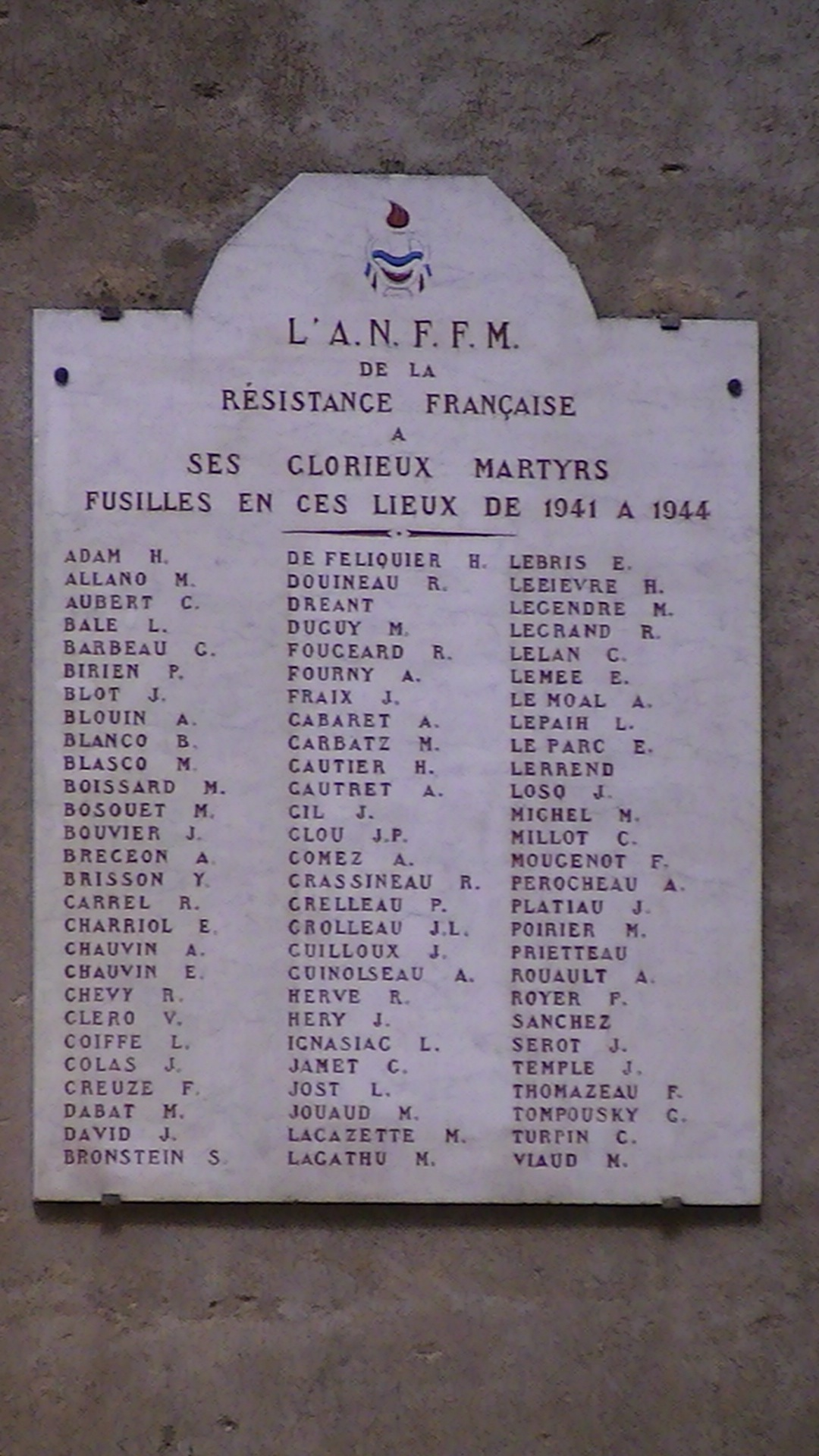
Nom de Michel Dabat figurant sur la plaque commémorative du monument des fusillés